# Kees van der Tuijn
Cornelis van der Tuijn, detto Kees (Schiedam, 24 luglio 1924 – Schiedam, 23 agosto 1974), è stato un calciatore olandese, di ruolo centrocampista.

## Carriera
A livello di club, Kees van der Tuijn ha militato tra le file dell'Hermes.
Ha giocato anche 11 partite con la Nazionale di calcio dei Paesi Bassi; l'esordio è avvenuto il 26 maggio 1948, a Oslo, contro la Norvegia, nella stessa partita ha segnato il primo dei suoi due goal in Nazionale, il secondo è stato messo a segno contro la Francia. Ha preso parte anche alle Olimpiadi di Londra 1948 e di Helsinki 1952.

## Statistiche

### Cronologia presenze e reti in Nazionale
| Cronologia completa delle presenze e delle reti in nazionale ― Paesi Bassi | Cronologia completa delle presenze e delle reti in nazionale ― Paesi Bassi | Cronologia completa delle presenze e delle reti in nazionale ― Paesi Bassi | Cronologia completa delle presenze e delle reti in nazionale ― Paesi Bassi | Cronologia completa delle presenze e delle reti in nazionale ― Paesi Bassi | Cronologia completa delle presenze e delle reti in nazionale ― Paesi Bassi | Cronologia completa delle presenze e delle reti in nazionale ― Paesi Bassi | Cronologia completa delle presenze e delle reti in nazionale ― Paesi Bassi |
| Data                                                                       | Città                                                                      | In casa                                                                    | Risultato                                                                  | Ospiti                                                                     | Competizione                                                               | Reti                                                                       | Note                                                                       |
| -------------------------------------------------------------------------- | -------------------------------------------------------------------------- | -------------------------------------------------------------------------- | -------------------------------------------------------------------------- | -------------------------------------------------------------------------- | -------------------------------------------------------------------------- | -------------------------------------------------------------------------- | -------------------------------------------------------------------------- |
| 26-5-1948                                                                  | Oslo                                                                       | Norvegia                                                                   | 1 – 2                                                                      | Paesi Bassi                                                                | Amichevole                                                                 | 1                                                                          |                                                                            |
| 9-6-1948                                                                   | Amsterdam                                                                  | Paesi Bassi                                                                | 1 – 0                                                                      | Svezia                                                                     | Amichevole                                                                 | -                                                                          |                                                                            |
| 26-7-1948                                                                  | Portsmouth                                                                 | Irlanda                                                                    | 1 – 3                                                                      | Paesi Bassi                                                                | Olimpiadi 1948 - Turno di qualificazione                                   | -                                                                          |                                                                            |
| 31-7-1948                                                                  | Londra                                                                     | Regno Unito                                                                | 4 – 3                                                                      | Paesi Bassi                                                                | Olimpiadi 1948 - Ottavi di finale                                          | -                                                                          |                                                                            |
| 12-6-1949                                                                  | Copenaghen                                                                 | Danimarca                                                                  | 1 – 2                                                                      | Paesi Bassi                                                                | Amichevole                                                                 | -                                                                          |                                                                            |
| 16-6-1949                                                                  | Helsinki                                                                   | Finlandia                                                                  | 1 – 4                                                                      | Paesi Bassi                                                                | Amichevole                                                                 | -                                                                          |                                                                            |
| 10-12-1950                                                                 | Parigi                                                                     | Francia                                                                    | 5 – 2                                                                      | Paesi Bassi                                                                | Amichevole                                                                 | 1                                                                          |                                                                            |
| 15-4-1951                                                                  | Amsterdam                                                                  | Paesi Bassi                                                                | 5 – 4                                                                      | Belgio                                                                     | Amichevole                                                                 | -                                                                          |                                                                            |
| 6-6-1951                                                                   | Rotterdam                                                                  | Paesi Bassi                                                                | 2 – 3                                                                      | Norvegia                                                                   | Amichevole                                                                 | -                                                                          |                                                                            |
| 27-10-1951                                                                 | Rotterdam                                                                  | Paesi Bassi                                                                | 4 – 4                                                                      | Finlandia                                                                  | Amichevole                                                                 | -                                                                          |                                                                            |
| 6-4-1952                                                                   | Anversa                                                                    | Belgio                                                                     | 4 – 2                                                                      | Paesi Bassi                                                                | Amichevole                                                                 | -                                                                          |                                                                            |
| Totale                                                                     |                                                                            | Presenze                                                                   | 11                                                                         |                                                                            | Reti                                                                       | 2                                                                          |                                                                            |